# رابسة قصيرة
رابسة قصيرة (الاسم العلمي:Rhapis humilis) هي نوع من النباتات تتبع جنس الرابسة من الفصيلة الفوفلية.